# Cangoderces globosus
Espèce
Synonymes
- Cangoderces globosa Wang, Li & Haddad, 2018

Cangoderces globosus est une espèce d'araignées aranéomorphes de la famille des Telemidae.

## Distribution
Cette espèce est endémique du Mpumalanga en Afrique du Sud,. Elle se rencontre vers Sabie.

## Description

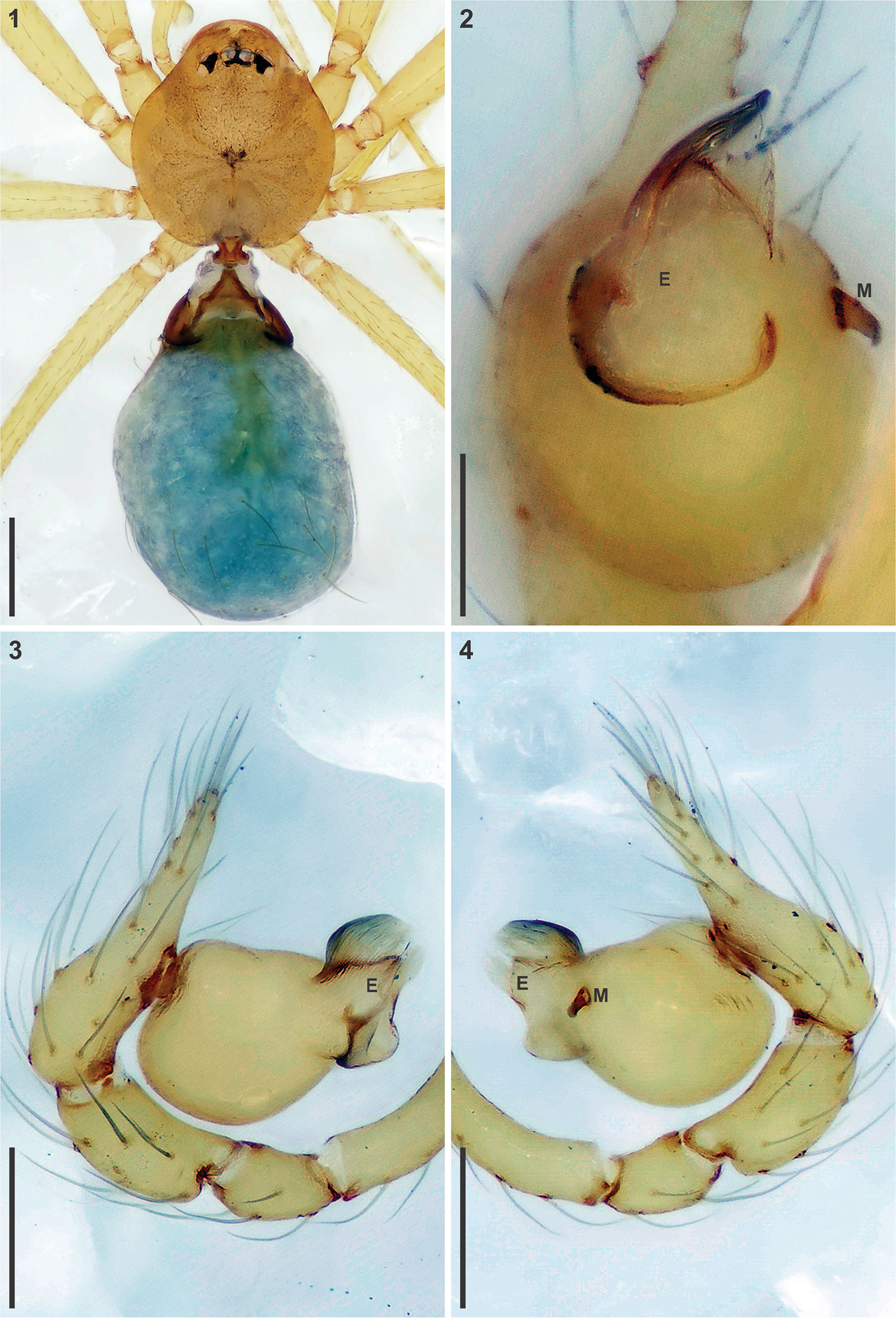
Cangoderces globosus ♂

La femelle holotype mesure 1,09 mm et le mâle paratype 1,32 mm.

## Publication originale
- Wang, Li & Haddad, 2018 : « A new species of the spider genus Cangoderces (Araneae, Telemidae) from South Africa. » African Invertebrates, vol. 59, no 1, p. 37-46 (texte intégral).